# 第2装甲軍
第2装甲軍（独2. Panzerarmee）は、第二次世界大戦中のドイツ陸軍の装甲部隊である。

## 編成
元々は指揮官ハインツ・グデーリアンの名前からグデーリアン装甲集団と名づけられていたが、バルバロッサ作戦の間に第2装甲集団と改名、電撃戦で活躍した。

## 歴史

### 1941年
第2装甲集団は1941年10月に第2装甲軍と再改名、中央軍集団に所属し、東部戦線でモスクワの戦いの後半、防衛戦で戦った。
- 第2装甲軍 (ハインツ・グデーリアン) 
  - 第24装甲軍団 (レオ・ガイヤー・フォン・シュヴェッペンブルク) 
    - 第1騎兵師団, 第3装甲師団, 第4装甲師団., 第10自動車化歩兵師団, 第267歩兵師団

  - 第46装甲軍団 (ハインリヒ・フォン・フィーティングホフ) 
    - 第2SS装甲師団"Das Reich",第10装甲師団, 自動車化歩兵連隊"Gross Deutschland"

  - 第47装甲集団 (ヨアヒム・レーメルゼン) 
    - 第17装甲師団, 第18装甲師団, 第29自動車化歩兵師団, 第167歩兵師団

  - 第12軍団 (ワルサー・シュロス) 
    - 第31歩兵師団, 第34歩兵師団, 第45歩兵師団 予備: 第255歩兵師団

### 1942年
第2装甲軍はF軍集団として、反ナチス活動が強まっていたバルカン半島に異動した。

### 1944年
第2装甲軍は、ユーゴスラビア、ハンガリー、オーストリアで戦った。

## 司令官
- 1941年10月5日 – 1942年12月25日：ハインツ・グデーリアン上級大将
- 1942年12月25日 – 1943年4月10日：ルドルフ・シュミット上級大将
- 1943年4月11日 – 1943年8月6日：ハインリッヒ・クレスナー（de:Erich-Heinrich Clößner）上級大将
- 1943年8月6日 - 1943年8月14日：ヴァルター・モーデル元帥
- 1943年8月14日 - 1944年6月24日：ロタール・レンデュリック上級大将
- 1944年6月24日 - 1944年7月17日：フランツ・ベーメ（Franz Böhme）山岳兵大将
- 1944年7月18日 – 1945年5月8日：マクシミリアン・デ・アンゲリス（Maximilian de Angelis）砲兵大将

## 文献
Wendel, Marcus (2004). 2.Panzer-Armee